# Harrespil
Harrespil (en plural harrespilak) és un terme basc que significa 'cercle de pedres', i que s'aplica a Euskal Herria als petits cromlecs abundants als Pirineus. També són coneguts com a baratzak (normalment units a criatures mitològiques com els jentils o els mairu jentil-baratzak, maide-baratzak), paraula que significa 'hort' i que s'utilitza tradicionalment per a designar les necròpolis prehistòriques.
La seua semblança amb els altres cromlecs europeus rau en la forma (cercles de pedres clavades al terra), però són petits: n'hi ha amb un diàmetre que no arriba a tres metres, i n'hi ha pocs amb més de quinze. Les pedres també en són menudes. Els cercles, en general, s'agrupen en nombre variable, i se situen en serrals i cims arredonits. A vegades un cromlec envolta un túmul i fins i tot un dolmen.
Els cromlecs pirinencs s'associen a l'edat del ferro (primer mil·lenni ae). En algunes excavacions realitzades s'ha comprovat una funció funerària (que no n'exclou altres). Els cadàvers eren incinerats prèviament, i les cendres se'n dipositaven en atuells de ceràmica, o bé s'envoltaven amb lloses petites (formant una cista).
La seua distribució geogràfica abasta tot el Pirineu central i occidental, tant al nord com al sud. Té una característica encara no explicada: per l'oest acaben bruscament en arribar als rius Oria i Leitzaran. En la divisòria oriental de la conca d'aquest últim riu hi ha molts cromlecs, però en la divisòria occidental no n'hi ha cap. A l'oest d'aquests rius s'han trobat molt pocs exemplars, aïllats i dispersos.

## Monuments funeraris a les muntanyes

### Descripció
Reunits en necròpoli de 5 a 20 espècimens, aquests monuments funeraris daten del bronze tardà (si fa no fa del 1200 ae). Continuaren construint-se durant l'edat del ferro. Aquestes sepultures es diferencien de les temporalment anteriors per recórrer a la cremació, típica de la cultura dels camps d'urnes. Són més espectaculars per la seua distribució que per la grandària de les pedres. Estan formats per un cercle de pedres que envolta un receptacle central on es dipositen les cendres. El cercle, el formen lloses verticals o un petit mur de lloses imbricades que defineixen un recinte. El diàmetre n'és variable, i sol ser de 5 i 6 m.
Al centre hi ha un receptacle soterrat per a guardar les cendres. Alguns harrespil tenen un cofre rectangular de lloselles, de mides aproximades d'1 m x 60 cm, format per 4 lloses laterals i una que en fa de coberta. Hi ha fins a 8 tipus de cistes diferents.

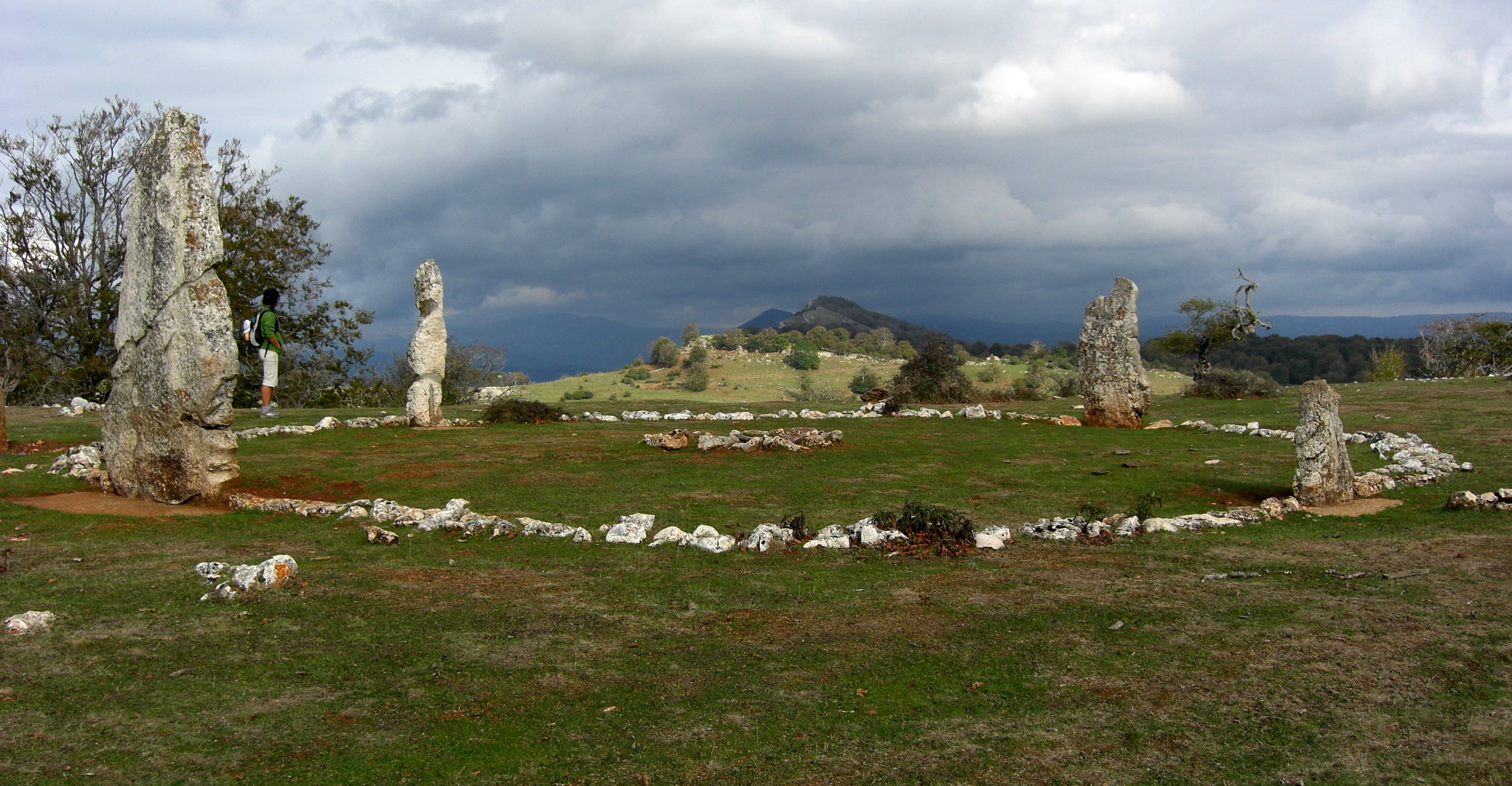
Harrespil de Mendiluze a la serra d'Entzia (Àlaba)

### Harrespil i túmuls
Els harrespil han coexistit amb el túmuls, més grans, que també protegien una cista d'incineració, però coberta de pedres apilades.
A voltes se'n troben combinats, com a Zaho II, on l'harrespil està enterrat sota un túmul, que al seu torn està delimitat per un cercle de pedres. En altres casos, com a Millagate IV, només hi ha el cercle exterior formant un gran harrespil (uns 10 m de diàmetre) amb la part central coberta per un munt de terra.

### Distribució geogràfica
L'arqueòleg Xavier Peñalver assenyala que la vall del riu Leitzaran fou, en l'edat del ferro, una frontera entre dues cultures diferents, una vascona cap a l'est, que es manifesta per l'abundància de cromlecs, i una altra vàrdula cap a l'oest, on predominen els castres i hi ha absència de cromlecs. La també arqueòloga Mercedes Urteaga opina que aquesta frontera separava els pobles vascons dels celtes, cantàbrics o celtibers.
| « | Amb les dades de les recerques arqueològiques dels darrers anys sobre l'edat del ferro a l'àrea analitzada, es planteja que el territori guipuscoà era un espai on convergien tres àmbits culturals: el món aquità que s'abocava al Bidasoa; el vascó que n'ocuparia el sector occidental i arribaria al Leitzaran, i el celta, cantàbric o celtiber, que se n'estendria per les zones central, oriental i meridional. | » |
| — | |   |

### Hipòtesi sobre els seus constructors
Les restes de les cremacions corresponen a homes adults. Encara que a l'harrespil-túmul Millagate IV es troben les restes d'un individu sencer, als altres només se'n troba, en el millor dels casos, un o dos grapats de cendres.
Aquests harrespil es troben a les muntanyes en crestes de 1.000 m d'altitud mitjana des dels Pirineus bascos fins a Andorra, i la seua utilització fins poc abans de la romanització i la proximitat a les rutes de la trashumància sembla indicar que són sepultures que tanquen restes incinerades de pastors vascons.